# Charles de l’Écluse

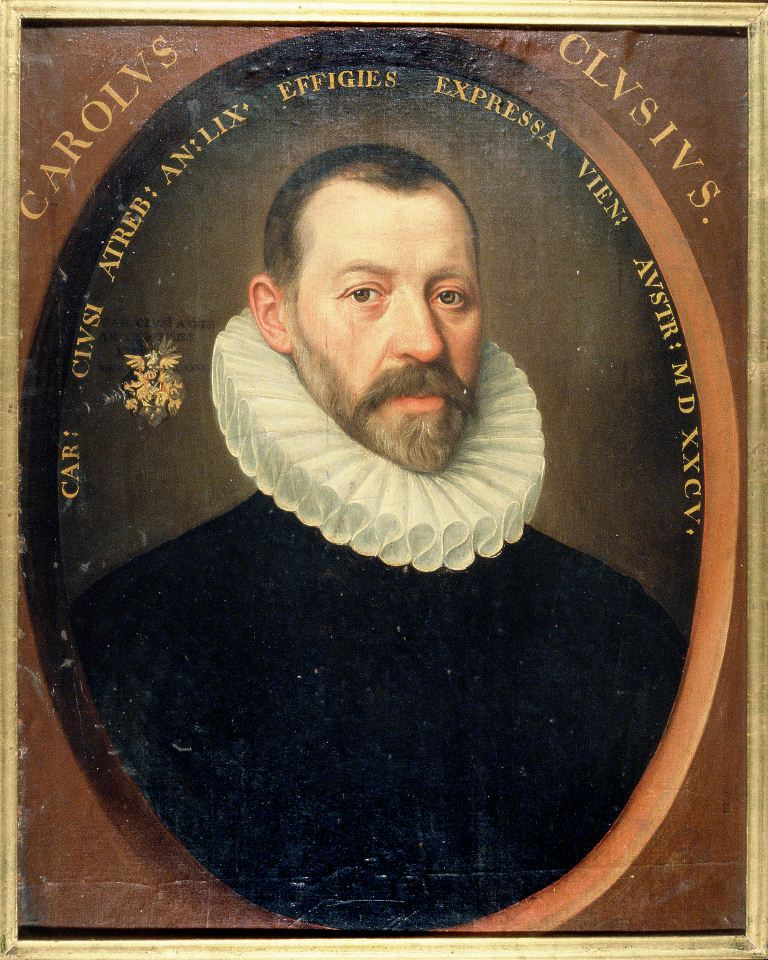
Charles de l’Écluse, 1585

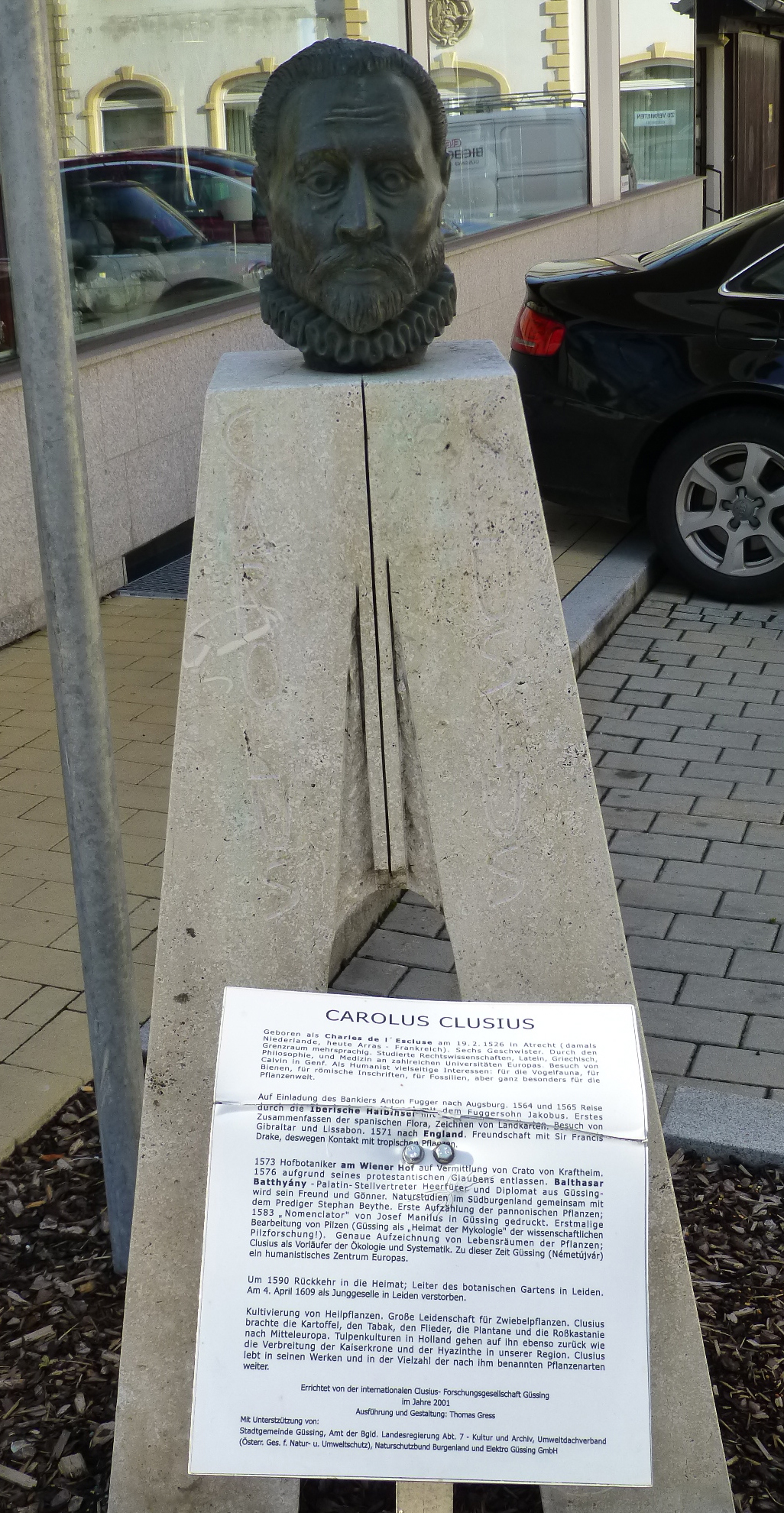
Carolus Clusius in Güssing, Burgenland

Charles de l’Écluse (auch Charles d’Ecluse; flämisch Karel van der Sluis, latinisiert Carolus Clusius, kurz Clusius; * 19. Februar 1526 in Arras, damals Flandern; † 4. April 1609 in Leiden, Niederlande) war ein flämisch-niederländischer Gelehrter, Arzt und Botaniker. Sein offizielles botanisches Autorenkürzel lautet „Clus.“

## Leben und Wirken
Clusius studierte Jura und Philosophie zunächst in Gent, ab 1546 an der Universität Löwen, wo er 1548 das Lizentiat für die Rechte erwarb. Im selben Jahr hörte er juristische Vorlesungen an der Universität Marburg. 1549 studierte er Philosophie an der Universität Wittenberg bei Philipp Melanchthon. Von 1551 bis 1554 studierte er an der Universität Montpellier (immatrikuliert am 13. Oktober 1551). Einflussreicher Lehrer war Guillaume Rondelet, der ihn für die Botanik begeisterte. 1560 bis 1561 studierte er Medizin in Paris. Daneben besuchte er verschiedene bekannte Städte wie Lyon, Frankfurt am Main, Straßburg, Antwerpen und London, wo er Studien betrieb.
Im Jahr 1564 hatte er Gelegenheit, den Bankierssohn Jakob III. Fugger auf die Iberische Halbinsel zu begleiten, wo er eine Vielzahl von Pflanzen sammelte, darunter eine Reihe bis dahin unbekannte Arten.
Von 1573 bis 1576 war de l’Écluse Hofbotaniker Maximilians II. in Wien, wo er einen Medizinalkräutergarten und das erste Alpinum anlegte. Durch botanische Exkursionen auf Ötscher und Schneeberg hat Clusius wesentlich zur Kenntnis der Alpenflora beigetragen.
Als 1576 Rudolf II., der Sohn Maximilians II., alle Angestellten mit protestantischem Glauben entließ, fand Clusius in Balthasar Batthyány, dem Burgherrn von Güssing, einen Freund und Förderer. In Güssing sowie auf der Burg Schlaining verfasste Clusius sein bedeutendes Werk Stirpium Nomenclator Pannonicus, die erste österreichische Pflanzenkunde. Seine Arbeiten über die Pflanzen in Österreich und Ungarn blieben für mehr als 100 Jahre maßgebend. Dabei waren diese Werke ebenso wie die zu den Pflanzen der Iberischen Halbinsel keine „Flora“ im heutigen Sinne, sondern eine Art Vorläufer, eine Zusammenstellung und Beschreibung aller Pflanzen, einschließlich der Kultur- und exotischen Zierpflanzen, die in diesen Gebieten wachsen (Mägdefrau).
1587 verhandelte Clusius über eine Berufung an die protestantische Universität Jena, die jedoch nicht zustande kam. Er siedelte 1587 nach Frankfurt am Main über und wurde schließlich 1593 Professor für Botanik an der 1575 gegründeten Universität Leiden, wo er auch den Hortus Academicus einrichtete. Er war allerdings wegen körperlicher Leiden nicht mehr dazu in der Lage, Vorlesungen zu halten. Ein Großteil seiner Schriften veröffentlichte er in seinen Leidener Jahren, einige wurden erst nach seinem Tode herausgegeben.
Große Bedeutung für die Mykologie hat sein 1601 erschienenes Werk Fungorum in Pannoniis observatorum brevis historia. Diese Schrift ist die erste umfassende Pilzmonographie und gleichzeitig die erste regionale Pilzflora, in der 105 in Ungarn vorkommende Pilze beschrieben werden. Clusius setzte damit auch neue Maßstäbe für die Systematisierung der Pilze, obgleich er die seit der Antike übliche Grundeinteilung der Fungi in essbare und giftige Pilze nicht überwand. Er gilt als einer der Väter der Mykologie.
Clusius kannte wie kein anderer Botaniker seiner Zeit sehr viele Pflanzen aus verschiedensten Gegenden Europas, keiner hat so viele neue Arten entdeckt, beschrieben und abgebildet. Er förderte auch die Verbreitung exotischer Nahrungs- und Zierpflanzen. So verdankt ihm Wien und Österreich unter anderem die Einführung der Rosskastanie (1576), der Tulpe und der Kartoffel (1588) sowie der Kaiserkrone. Wien wurde durch sein Wirken zu einem Zentrum der Blumenzucht.

## Ehrungen
Charles Plumier benannte ihm zu Ehren die Gattung Clusia der Pflanzenfamilie Clusiaceae. Carl von Linné übernahm später diesen Namen. Daneben wurden einige Pflanzenarten nach Clusius benannt, darunter Clusius-Enzian (Gentiana clusii), Clusius-Primel (Primula clusiana), Clusius-Fingerkraut (Potentilla clusiana), Clusius-Brombeere (Rubus clusii), Clusius-Pfingstrose (Paeonia clusii), Clusius-Schafgarbe (Achillea clusiana), Clusius-Gämswurz (Doronicum clusii) und Clusius-Tulpe (Tulipa clusiana)
Im Jahr 1876 wurde in Wien-Alsergrund (9. Bezirk) die Clusiusgasse nach ihm benannt, ebenso am 2. April 1999 der Asteroid (9364) Clusius.

## Schriften (Auswahl)

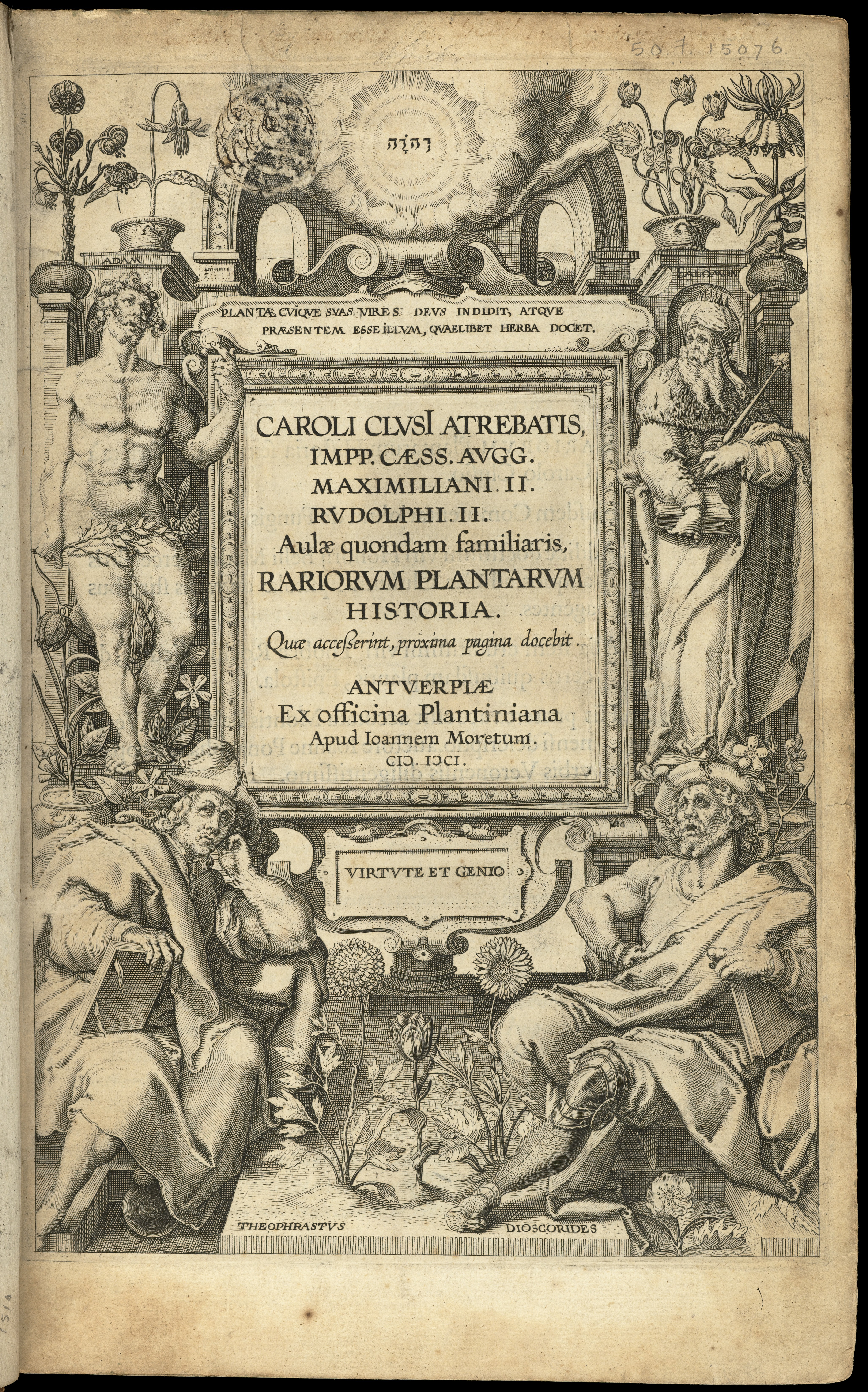
Titelseite Rariorum Plantarum Historia (1601)

- Antidotarium sive De exacta componendorum miscendorumque medicamentorum ratione libri tres […] nunc ex Ital. sermone Latini facti. Christoffel Plantijn, Antwerpen 1561 (Digitalisat).
  - Theobald Pagan, Leiden 1561 (Digitalisat).
  - Neudruck: Leo Jules Vandewiele, Dirk Arnold Wittop Koning (Hrsg.), Gent 1973 (= Opera pharmaceutica rariora. Band 3).
- Rariorum aliquot stirpium per Hispanias observatarum historia. Christoffel Plantijn, Antwerpen 1576 (Digitalisat).
- Aliquot notae in Garciae Aromatum historiam. Christoffel Plantijn, Antwerpen 1582 (Digitalisat).
- Rariorum aliquot stirpium, per Pannoniam, Austriam, & vicinas quasdam provincias observatarum historia, IV libris expressa. Christoffel Plantijn, Antwerpen 1583 (Digitalisat).
- Stirpium nomenclator Pannonicus. Joannes Manlius, 1584 (Digitalisat).
- Rariorum plantarum historia. Ex officina Plantiniana apud Ioannem Moretum, Antwerpen 1601 (Digitalisat, Digitalisat).
  - darin (ab S. 261): Fungorum in Pannoniis observatorum brevis historia […].
- Exoticorum libri decem: quibus animalium, plantarum, aromatum, aliorumque peregrin. fructuum historiae describuntur item Pt. Bellonii Observationes, eodem C.C. interprete. Ex officina Plantiniana, Leiden 1605 (Digitalisat).
- Curae posteriores, seu plurimarum non antè cognitarum, aut descriptarum stirpium, peregrinorumque aliquot animalium novae descriptiones: quibus & omnia ipsius opera, aliáque ab eo versa augentur, aut illustrantur: accessit seorsim Everardi Vorstii. […] de eiusdem Caroli Clusii Vita & obitu oratio, aliorumque Epicedia. Ex officina Plantiniana, Leiden/Antwerpen 1611 (Digitalisat).
- Galliae Belgicae corographica descriptio posthuma. Herausgegeben von Joachim Morsius. Leiden 1619: Jac. Marcus (Digitalisat).
- Appendix cultori plantarum exoticarum necessaria. In: Gregor Horstius: Herbarium Horstianum, seu, De selectis plantis et radicibus libri duo. Caspar Chemlinus, Marburg 1630, S. 385–399 (Digitalisat).

## Karten
- Galliae Narbonensis ora marittima. In: Abraham Ortelius: Theatrum Orbis Terrarum. Antwerpen 1570.
- Hispaniae nova descriptio. In: Abraham Ortelius: Theatrum Orbis Terrarum. Antwerpen 1571 (Digitalisat).